# Elektro-oculografie
Elektro-oculografie is het meten van de "rustpotentiaal" van het oog, in donker en licht aan de hand van een EOG (elektro-oculograaf). Het EOG-onderzoek wordt dan ook gedaan bij verdenking van een aandoening van dit pigmentepitheel of van de bloedvaten die dit laagje voeden.

## Werking
Emil du Bois-Reymond ontdekte reeds in 1848 dat het hoornvlies van het oog relatief positief is ten opzichte van de achterzijde van het oog. Dit elektrisch veld kan zodoende omschreven worden als een vaste dipool met positieve pool aan het hoornvlies en negatieve pool aan het netvlies. De grootte van dit elektrisch veld (de corneoretinale potentiaal) ligt tussen 0,4 en 1,0 mV. Het oog is dus een bewegende elektrostatische dipool waarvan de potentiaal meetbaar is. Dit principe ligt aan de basis van de meting van het EOG waarbij de elektroden geplaatst worden aan weerszijden van het oog (binnenste en buitenste ooghoek). Wordt naar links opzij gekeken, dan komt de elektrisch-positief geladen voorzijde van het oog (hoornvlies) dichter bij de linker elektrode en de elektrisch-negatief geladen achterzijde van het oog dichter bij de rechter elektrode. Dit spanningsverschil wordt dan gemeten. De patiënt kijkt ritmisch van de ene kant naar de andere kant. Ook deze test kan gemeten worden in licht-geadapteerde (fotopische) en donker-geadapteerde (scotopische) omstandigheden. Het onderzoek vereist een goede medewerking van een patiënt en is op jonge kinderleeftijd niet mogelijk. Het EOG test de functie van het buitenste laagjes van het netvlies (retinaal pigmentepitheel en fotoreceptoren).